# Дербушев, Фёдор Михайлович
Фёдор Михайлович Дербушев (1916-1981) — красноармеец Рабоче-крестьянской Красной Армии, участник Великой Отечественной войны, Герой Советского Союза (1944).

## Биография
Фёдор Дербушев родился 14 марта 1916 года в деревне Старый Трык (ныне Кизнерского района Удмуртии) в крестьянской семье. Получил начальное образование, после чего работал в колхозе. В 1937—1940 годах служил в Рабоче-крестьянской Красной Армии. Участвовал в советско-финской войне. После демобилизации работал вахтёром военизированной охраны водного транспорта в Рыбинске. В мае 1942 года Дербушев был повторно призван в армию. С того же года — на фронтах Великой Отечественной войны. К сентябрю 1943 года гвардии красноармеец Фёдор Дербушев был номером расчёта противотанкового ружья 78-го гвардейского стрелкового полка 25-й гвардейской стрелковой дивизии 6-й армии Юго-Западного фронта. Отличился во время битвы за Днепр.
В ночь с 25 на 26 сентября Дербушев в составе десанта переправился через Днепр в районе села Войсковое Солонянского района Днепропетровской области Украинской ССР и принял активное участие в захвате и расширении плацдарма на его западном берегу. В бою Дербушев лично уничтожил танк и подавил две вражеские огневые точки, а также уничтожил большое количество солдат и офицеров противника.
Указом Президиума Верховного Совета СССР от 22 февраля 1944 года за «образцовое выполнение боевых заданий командования на фронте борьбы с немецкими захватчиками и проявленные при этом мужество и героизм» гвардии красноармеец Фёдор Дербушев был удостоен высокого звания Героя Советского Союза с вручением ордена Ленина и медали «Золотая Звезда» за номером 6674.
После окончания войны Дербушев был демобилизован. Проживал в посёлке Ягул Кизнерского района Удмуртской АССР, был рабочим лесопромышленного комбината. Позднее переехал в город Черняховск Калининградской области. Умер 3 сентября 1981 года.
Был также награждён орденом Красного Знамени и рядом медалей.